# 大葉貫眾蕨
大葉貫眾蕨（学名：Polystichum macrophyllum）为鱗毛蕨科耳蕨屬下的一个种。

## 扩展阅读
- 維基物種上的相關：大葉貫眾蕨